# Justin Pugh
Pour les articles homonymes, voir Pugh.
(en) Statistiques sur pro-football-reference
Justin David Pugh, né le 15 août 1990 est un joueur américain de football américain évoluant actuellement comme Offensive guard chez les Cardinals de l'Arizona en NFL.
Pugh est sélectionné lors du 1er tour de la Draft 2013 de la NFL par les Giants de New York.
Auparavant, il avait évolué au niveau universitaire chez les Orange de Syracuse.

## Débuts
Pugh entre à la Council Rock High School à Holland en Pennsylvanie. Il est désigné en 2008 dans la seconde équipe type défensive de Pennsylvanie.
Comme sophomore, il est sélectionné dans la seconde équipe type de Pennsylvanie comme tackle offensif.
Comme junior et senior, il est sélectionné dans l'équipe type de la All-Suburban One League et comme senior également dans la seconde équipe type de Pennsylvanie comme joueur défensif.
Il est désigné comme joueur MVP 2008 de son équipe et joueur défensif de l'année comme capitaine d'équipe.

## Carrière universitaire
Pugh entre à l'Université de Syracuse où il intègre l'équipe des Orange de Syracuse de la Conférence Big East de 2009 à 2012. Il est titulaire pour un total de 34 matchs mais ne joue aucun match en 2009 lors de son année freshman.
En 2010, comme Sophomore, il joue 13 matchs en ligne offensive permettant à celle-ci de convertir 34 des 40 possibilités de marquer en zone d'en-but (.850) soit la seconde meilleur ligne de la Conférence Big East.
En 2011, lors de son année Junior, il fait partie des 11 seuls joueurs de l'équipe à participer aux 12 matchs de la saison. Il est sélectionné dans l'équipe type de la Big East.
En 2012, lors de sonnée Senior, il joue 9 matchs sur 13 (une blessure au haut du corps l'empêche de jouer les 4 premiers matchs de la saison) et est de nouveau sélectionné pour l'équipe type de la Big East et par ESPN.com. Il est co-capitaine de l'équipe. Avec lui en ligne offensive, il permet à son équipe d'établir plusieurs records de son université : le plus grand nombre de yards gagnés sur la saison (6188 et une moyenne de 476 yards gagnés par match), le plus grand nombre de jeux effectués (1038), le plus grand nombre de yards gagnés à la passe (3757), le plus grand nombre de passes complétées (295), la meilleure moyenne du nombre de yards gagnés à la passe par match (289) et plus grand nombre de TDs inscrits à la passe (26).
Il se présente à la Draft 2013 de la NFL après son année Senior. Bien qu'il ait déjà son graduat, il est autorisé par la NFL pour participer au Senior Bowl 2013.

### Statistiques en NCAA
| Année                | Équipe               | Statut               | MJ |       | Plaquages | Plaquages | Plaquages | Plaquages |       | Interceptions | Interceptions | Interceptions | Interceptions |  | Fumbles | Fumbles |
| Année                | Équipe               | Statut               | MJ | Total | Seul      | Ast.      | Sacks     | Nb.       | Yards | Déf.          | TD            | Nb.           | Rec.          |  |         |         |
| 2010                 | Syracuse             | SO                   | 13 | 0     | 0         | 0         | 0         | 0         | 0     | 0             | 0             | 0             | 0             |  |         |         |
| 2011                 | Syracuse             | JR                   | 12 | 1     | 0         | 1         | 0         | 0         | 0     | 0             | 0             | 0             | 0             |  |         |         |
| 2012                 | Syracuse             | SR                   | 9  | 1     | 1         | 0         | 0         | 0         | 0     | 0             | 0             | 0             | 0             |  |         |         |
| Totaux carrière NCAA | Totaux carrière NCAA | Totaux carrière NCAA | 34 | 2     | 1         | 1         | 0         | 0         | 0     | 0             | 0             | 0             | 0             |  |         |         |

## Carrière professionnelle
| Taille                 | Poids           | Bras           | Main               | Sprint   | Sprint   | Sprint   | Shuttle 20 yards | 3 cones drill | Détente            | Détente            | Développé couché | Test Wonderlic |
| Taille                 | Poids           | Bras           | Main               | 40 yards | 10 yards | 20 yards | Shuttle 20 yards | 3 cones drill | verticale          | horizontale        | Développé couché | Test Wonderlic |
| 1,94 m (6 ft 4 1⁄2 in) | 139 kg (307 lb) | 0,81 m (32 in) | 0,26 m (10 1⁄4 in) | 5,14 s   | 1,79 s   | 2,98 s   | 4,63 s           | 7,45 s        | 0,72 m (28 1⁄2 in) | 2,62 m (8 ft 7 in) | -                | -              |

### Draft 2013 de la NFL
Justin Pugh est sélectionné par les Giants de New York au 1er tour en 19e choix global de la Draft 2013 de la NFL. Il est le 5e tackle et le 7e homme de ligne offensif sélectionné lors de cette draft. Il devient également le joueur de Syracuse sélectionné le plus tôt dans une draft après Dwight Freeney en 2002 (choisi en 11e choix global) et le joueur de ligne offensif de Syracuse sélectionné le plus tôt dans une draft depuis Bob Fleck en 1954.

### Giants de New York

#### 2013
Le 25 juillet 2013, Pugh signe avec les Giants de New York un contrat de 4 ans pour un montant de 8,34 million de $ dont 7,96 millions garantis et un bonus de 4,44 millions à la signature.
Pendant le camp d'entraînement, Pugh entre en compétition avec David Diehl pour être titulaire au poste de right tackle. L'entraîneur principal Tom Coughlin choisira Pugh comme titulaire à cette place pour commencer la saison.
Il fait ses débuts professionnels lors du premier match en saison régulière des Giants contre les Cowboys de Dallas (défaite 31-36). Sa première partie de saison n'est pas bonne mais il s'améliore de manière significative par la suite. Il passe en effet d'une cote moyenne de -4.9 à une cote moyenne de +12 pour les huit derniers matchs, son entière saison étant estimée à -1.6. Il reçoit une note de 93.4 en efficacité en Pass Blocking et +2.5 en run blocking. Sur 644 actions de pass block au cours des 16 matchs de la saison, Pugh n'a accordé de 43 pressions sur le QB, 5 sacks et 3 touchés de QB.

#### 2014
Pugh commence la saison suivante comme titulaire au poste de right tackle à la suite du départ à la retraite de David Diehl. Une petite blessure (aux quadriceps) l'éloigne des terrains pendant 2 matchs (semaines 12 et 13) lors de la saison 2014. Pugh faisait partie d'une ligne offensive qui a permis aux Giants de se classer 10e en NFL au nombre de yards gagnés par match (367,2), 7e en nombre de yards gagnés à la passe par match (267,0) et qui a permis à son quarterback, Eli Manning, d'établir le record de la franchise avec 379 passes complétées sur une saison. Cette ligne était dirigée par le nouveau coordinateur offensif Ben McAdoo ayant remplacé Kevin Gilbride.

#### 2015

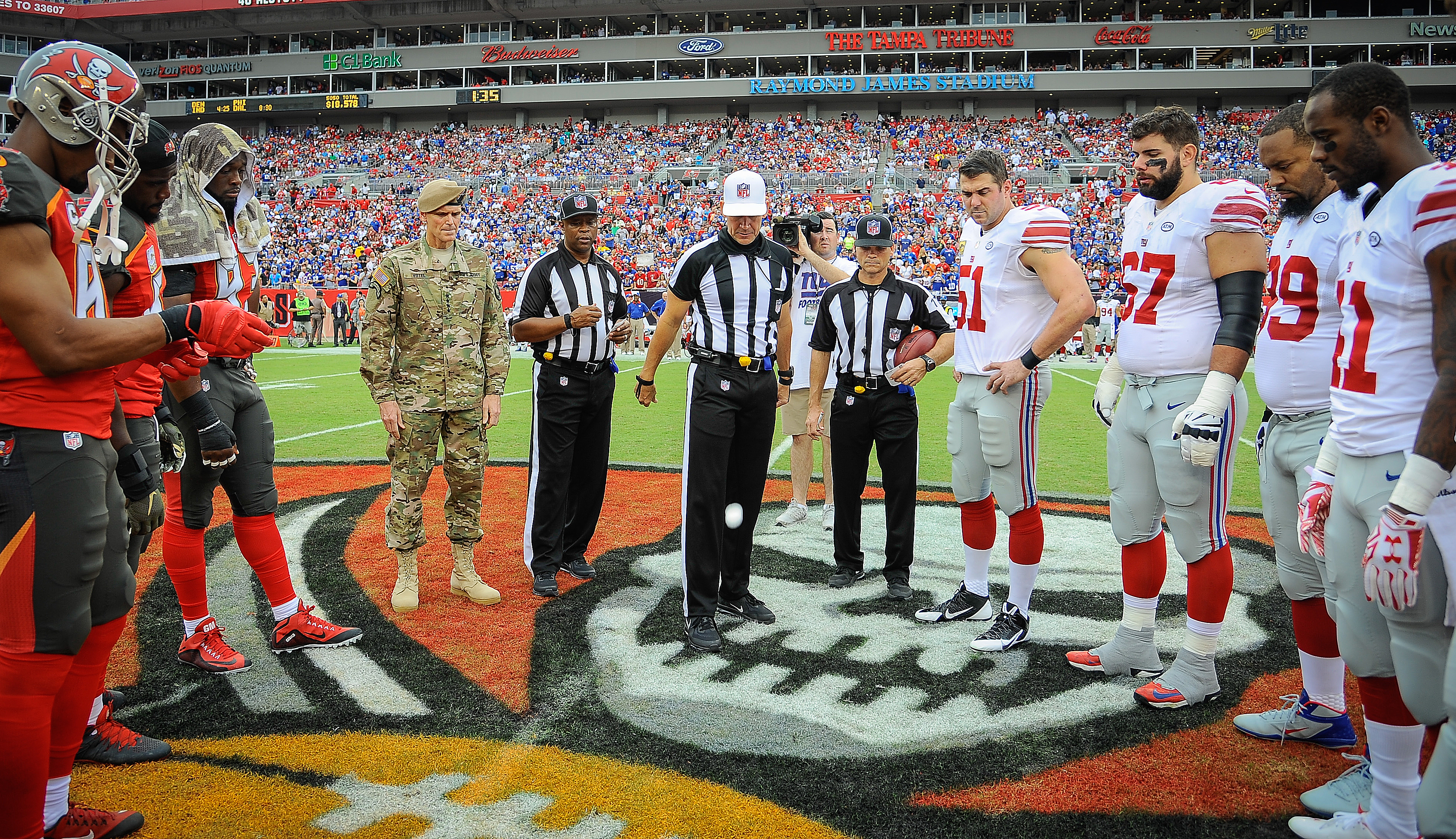
Pugh avec les Giants lors du coin toss du match contre les Bucs du 8 novembre 2015.

Pugh est déplacé au poste de left guard après que les Giants aient signés Marshall Newhouse lors de la free agency pour être titulaire au poste de right tackle. Lorsqu'ils l'avaient sélectionné à la draft, les Giants pensaient que Pugh jouerait au poste d'offensive gard Ce n'est que plus tard qu'après les camps d'entraînement qu'ils l'avaient placé au right tackle, estimant en plus par la suite qu'il convenait mieux à ce poste avec la tactique développée par Ben McAdoo. Pugh commence 14 matchs de saison régulière manquant les semaines 10 et 12 à la suite d'une commotion cérébrale. Il joue bien toute la saison et est classé 5e meilleur garde offensif obtenant une note moyenne de +12,5 lors des huit premiers matchs. En fin de saison, il est finalement classé 9e meilleur garde offensif par Pro Football Focus avec une note globale de 86,7.

#### 2016
Le 26 avril 2016, les Giants de New York choisissent d'activer la 5e année de contrat rookie de Pugh pour un montant de 8,82 millions de $ .
Après une saison exceptionnelle en 2015, Pugh est désigné comme titulaire au poste de left guard pour le début de la saison. Pro Football Focus le désigne comme le meilleur garde gauche pendant les neuf premiers matchs de la saison, lui décernant une note globale de 87,8. Le 9 novembre 2016, il commence le match contre les Eagles de Philadelphie (victoire 28-23) mais doit quitter le terrain à la suite d'une blessure à la jambe qui va lui faire manquer les cinq matchs suivants.

#### 2017
En 2017, Pugh commence les huit premiers matchs de la saison comme titulaire mais rate le reste de la saison à cause d'une blessure au dos. Il est placé sur la liste des blessés réservistes le 14 décembre 2017.

### Cardinals de l'Arizona
Le 17 mars 2018, Pugh signe un contrat de 5 ans avec les Cardinals de l'Arizona pour un montant de 45 millions de $,. Il commence sept matchs au poste de right guard avant de se blesser au genou en 10e semaine. Il est mis sur la liste des réservistes blessés le 13 novembre  2018.
En 2019, Pugh est titulaire lors des 16 matchs de la saison, 14 au poste de left guard et 2 au poste de right tackle.

### Statistiques en NFL
| Année                     | Équipe                    | MJ  |       | Plaquages | Plaquages | Plaquages | Plaquages |       | Interceptions | Interceptions | Interceptions | Interceptions |  | Fumbles | Fumbles |
| Année                     | Équipe                    | MJ  | Total | Seul      | Ast.      | Sacks     | Nb.       | Yards | Déf.          | TD            | Nb.           | Rec.          |  |         |         |
| 2013                      | Giants de New York        | 16  | 3     | 3         | -         | -         | -         | -     | -             | -             | -             | -             |  |         |         |
| 2014                      | Giants de New York        | 14  | 1     | 1         | -         | -         | -         | -     | -             | -             | -             | 2             |  |         |         |
| 2015                      | Giants de New York        | 14  | -     | -         | -         | -         | -         | -     | -             | -             | -             | -             |  |         |         |
| 2016                      | Giants de New York        | 11  | -     | -         | -         | -         | -         | -     | -             | -             | -             | -             |  |         |         |
| 2017                      | Giants de New York        | 08  | -     | -         | -         | -         | -         | -     | -             | -             | -             | -             |  |         |         |
| 2018                      | Cardinals de l'Arizona    | 07  | -     | -         | -         | -         | -         | -     | -             | -             | -             | -             |  |         |         |
| 2019                      | Cardinals de l'Arizona    | 16  | -     | -         | -         | -         | -         | -     | -             | -             | -             | -             |  |         |         |
| 2020                      | Cardinals de l'Arizona    | 15  | 1     | 1         | -         | -         | -         | -     | -             | -             | -             | -             |  |         |         |
| Totaux carrière Giants    | Totaux carrière Giants    | 63  | 4     | 4         | 0         | 0         | 0         | 0     | 0             | 0             | 0             | 2             |  |         |         |
| Totaux carrière Cardinals | Totaux carrière Cardinals | 38  | 1     | 1         | 0         | 0         | 0         | 0     | 0             | 0             | 0             | 0             |  |         |         |
| Totaux carrière en NFL    | Totaux carrière en NFL    | 101 | 5     | 5         | 0         | 0         | 0         | 0     | 0             | 0             | 0             | 2             |  |         |         |